# La Berrueza
La Berrueza (Berrotza en euskera) es el nombre de un valle histórico y antigua entidad local española de la Comunidad Foral de Navarra. Se encuentra ubicado en la parte occidental de la Merindad de Estella. Se trata de un pequeño valle de 78,8 km2 de superficie y poco menos de seis kilómetros de diámetro, en el que se asientan distintos núcleos de población. Por sus tierras pasa el río Ega y nace el río Odrón. 

## Topónimo
El término Berrueza (antiguamente Berroza, en euskera Berrotza) puede proceder del vasco berro (tierra que de nuevo se labra, tierra que se labra por primera vez, barbecho) berro- ‘jaro’ y -otz ‘frío’.

## Municipios
Durante el Antiguo Régimen se administró de forma conjunta. Se mantuvo como unidad administrativa hasta la reforma municipal de la primera mitad del siglo XIX. El valle quedó disuelto al constituirse en entidades municipales independientes los actuales municipios de Mendaza (compuesto por los concejos de Mendaza, Asarta, Acedo y Ubago), Mirafuentes, Mues, Nazar, Piedramillera,Sorlada; además de la villa de Zúñiga, que al menos hasta el siglo XVII, seguía acudiendo a las juntas del valle.
Otiñano geograficámente esta enclavado en el Valle de La Berrueza, hasta 1456 perteneció al Valle . Pocos años después la princesa Leonor entregó todo su término municipal a Torralba del Río en cumplimiento de alguna deuda. Administrativamente es un concejo de Torralba del Río.
Población en 2022
| Municipios    | Población 2022 (INE) | Superficie (km²) | Densidad (hab./km²) |
| ------------- | -------------------- | ---------------- | ------------------- |
| Mendaza       | 297                  | 32,77            | 9,19                |
| Mirafuentes   | 59                   | 2,8              | 20                  |
| Mues          | 82                   | 14,47            | 5,67                |
| Nazar         | 40                   | 6,43             | 6,07                |
| Piedramillera | 40                   | 11,25            | 3,29                |
| Sorlada       | 45                   | 6,41             | 8,11                |
| Otiñano       | 15                   |                  |                     |

## Despoblados
En el Valle de la Berrueza existieron otras poblaciones que se fueron despoblando: 
Burguillo. Antigua villa de señorío nobiliario del valle de la Berrueza.  En 1350 tenía 7 fuegos. Finalmente los reyes Catalina y Juan III asignaron el lugar al concejo de Piedramillera. Su primitiva parroquia se convirtió luego en ermita bajo la advocación de Santa Ágreda.
Cábrega. Lugar de señorío (4 fuegos en 1366), sus pechas pertenecían en 1511 al mariscal D. Pedro de Navarra, cabeza del bando agramontés.  Durante la conquista del reino de Navarra., se vio obligada a rendirse al ejército castellano del duque de Alba.  En 1534 era ya considerado como un despoblado más
Desiñana. Lugar entre Asarta y Nazar. En 1366 figura con 5 fuegos. En 1663 está despoblado y no hay ningún vecino, en 1777 sigue despoblado, en 1810 la abadía de Desiñana vende tierras, en el Archivo Municipal de Nazar se conserva la escritura de 1848 de la toma de posesión de Desiñana
Estemblo. En 1366 figura con cinco fuegos.  A comienzos del siglo XIX era una granja del valle. La población no pasaba de 6 personas.
Granada de Ega. Palacio, monte y lugar despoblado señorial. Caserío de Acedo en 1887 tenía 5 habitantes,   en 1940 cinco,  en 1950 doce , y  en 1960 catorce.
Paliñares. En Mues, en un llano próximo al río Odrón, donde afloró cerámica sigilata y monedas, cabeza de esculturas y mosaicos
San Cristóbal de la Berrueza. En 1317 se autoriza a los habitantes de la Berrueza y otros a poblar San Cristóbal para defender la frontera por esta parte contra Castilla. Situado probablemente sobre el río Ega, en el término actual de Mendaza. Organizados  según el fuero de Viana
Villamera. El rey Teobaldo I actualizó (1237) sus cargas junto con las de Acedo y Asarta. En 1350 contaba con un solo fuego. Debió de despoblarse poco después.

## Historia
El valle de La Berrueza es citado en 886 junto a Deyo, Alaone, Pamplona, Vizcaya y Álava en la crónica ovetense de Alfonso III, donde se señala que son tierras poseídas desde siempre por sus moradores, y hace referencia a los días de Alfonso I de Asturias (739-757).
El año 1291 formaban el valle los pueblos de Acedo, Ancín, Asarta, Legaria, Mendaza, Mirafuentes, Mues, Nazar, Oco y Piedramillera.
En el siglo XIII se hace mención a la «Tierra de Deyo», una comarca imprecisa aledaña a la Berrueza, que figuraba en el prólogo del Fuero Antiguo de Navarra como uno de los espacios que permanecieron a salvo de la conquista musulmana, juntamente con los lejanos valles de Baztán, Salazar y Roncal.
El Príncipe de Viana en su Crónica (siglo XV) identifica como los territorios originarios de Navarra a las cinco villas de Goñi, de Yerri, Valdelana, Améscoa, Valdegabol, de Campezo, de la Berrueza y Ocharán.
La extensión de La Berrueza a lo largo de la historia se ha ido reduciendo, así en el siglo IX, y en el siglo X se entendía por Berrueza todo el país montañoso al oriente de la cordillera de Toloño, que cerraba la primitiva Álava y dominaba el nacimiento y el curso del Ega hasta llegar al Valle del Deio, hoy San Esteban, Monjardín. En el apeo de 1366 componen el Valle de La Berrueza los pueblos de Piedramillera, Burguillo, Mendaza, Estemblo, Sorlada, Mues, Acedo, Asarta, Desiñana, Otiñano, Cábrega, Mirafuentes, Ubago, Zúñiga, Genevilla, Cabredo, San Pedro (entre Cabredo y Marañón),  Eskidi, Labraza, Torralba, Espronceda, Desojo, Azuelo.
Durante la primera guerra carlista fue lugar de refugio frecuente de Zumalacárregui.En sus tierras se llevaron a cabo dos batallas, la batalla de Nazar y Asarta, donde Marcelino Oraá atacó el 29 de diciembre de 1833 las tropas carlistas desplegadas en los campos de Nazar, Zumalacarregui aguantó el ataque, pero al quedarse sin munición tuvo que ordenar la retirada. El 12 de diciembre de 1834 tiene lugar la batalla de Mendaza, donde Luis Fernández de Córdoba sorprende a las tropas carlistas, que optaron por la retirada.

## Arte
Basílica de San Gregorio Ostiense se trata de uno de los monumentos más significativos del Barroco en Navarra. Anteriormente a la Basílica hubo en Piñalba un castillo o fortaleza. Durante siglos, ha sido lugar de peregrinación y devoción, ya que en ella se guardan las reliquias del santo. En Ubago se encuentra la Iglesia de San Martin de Tours. De estilo protogótico, de finales del siglo XII, la más antigua de la Berrueza. En Mues la Iglesia románica de Santa María Magdalena. Destaca su portada de medio punto y seis contrafuertes. Iglesia fortaleza de San Román de Mirafuentes, destaca el techo del templo cubierto con losas de piedras.Fortaleza de Cábrega. Una de las fortalezas más importantes de Navarra, se conserva una parte del palacio, construido con piedras de sillería. Pertenecía al Mariscal Pedro de Navarra, Fernando el Católico mandó destruir la fortaleza.

## Paseos
Presa romana del Congosto. Mues. Muros de sillería de gran grosor, aprovechando las aguas del río Odrón se construyó la presa en el siglo I d. C.
Calzada romana. Piedramillera. Paso hacia Ancín, calzada que va de Los Arcos a Amescua.
Rocas de San Gregorio. Mues. Bloques de rocas naturales, curiosas formaciones rocasas muy llamativas
Cuevas del Castillo, Erbea y Trasluz. Piedramillera. Cuevas de muy poca profundidad, pero vistosas.
Vía verde del Vasco-Navarro. De Acedo a Zúñiga. No presenta la más mínima dificultad en la totalidad de su trazado.
Subida a Kostalera, Joar, Fuente de los Nenes, Castillo de Malpica. 

## Fusilados y Represaliados
En la década de 1930 alrededor de 3.000 personas habitaban el valle. Durante la época republicana surge la Sociedad Obrera de Oficios Varios,  la Sociedad de Trabajadores de la Tierra, Trabajadores de la Tierra para Arrendamientos Colectivos en Mues,  el Centro de Agrupación Republicana, el Partido Republicano Autónomo en Mendaza y la Asociación Republicana en Acedo. El paro se dejó sentir en el valle, en Mues se contabilizaban 60 personas en paro. Al producirse el golpe militar en 1936  la sombra de la represión cae sobre el sector minoritario de la izquierda. En Mues, el mismo 20 de julio, los hermanos Ramón y Corpus Pinillos, Valeriano Martínez, Lucas Ortega y Manuel Márquez fueron detenidos. El 7 de septiembre Ramón, Corpus y Lucas son fusilados en Oteiza de la Solana. Igualmente Pedro Yániz, "el Chino", de Mendaza ingresó en la cárcel para ser asesinado en Lacar un mes más tarde. Eleuterio Díaz, "el maestrillo" de Acedo, escondido en casa del Párroco de Urbiola, tío de su mujer, se entrega en el cuartel de Los Arcos,  siendo asesinado poco después en Villatuerta. Lorenzo Rubio "el Chano" de Asarta fue llevado a fusilar a Arquijas, se inscribió su muerte en el registro civil de Mendaza; sin embargo logró huir herido y pasó la frontera. Otras personas también fueron represaliadas, Ceferino Gastón, Juan Paternain, Felipe Montón,  Cruz Urdangarin, Tomás Plaza, Felipe Llano, Jesús Paternain, las maestras  Avelina Pérez de Asarta, y Marina Casanova de Mues.

## Personajes
Pedro Acedo y Mirafuentes Jiménez de Tejada. Mirafuentes. 1723. Prior mayor de la Orden de San Juan de Jerusalén. Nació en el palacio de Mirafuentes, familiar de los dueños del palacio de Acedo.
Gregorio  Perez de Alegria. Ubago. 1785. Inquisidor de Cartagena de Indias. Dejó su importante biblioteca en Ubago.
Gabriel Azedo de La Berrueza. Jarandilla de la Vera, Cáceres. 1604. Familiar de los dueños del palacio de Acedo; autor del libro  Amenidades, florestas y recreos de la Provincia de la Vera... el cual lo dedicó a su familiar dueño del palacio de Acedo  Diego de Azedo  y Albizu.
Pedro Azedo de La Berrueza. Jarandilla de la Vera. Siglo XVI. Bodeguero de Carlos V.
Ramon Fernandez de Pierola Lopez de Luzuriaga. Otiñano. Siglo XIX. Obispo de Vitoria-Gasteiz y La Habana.
Juan Lobo. Siglo XVI. Bandido.
Martin Ruiz de la Berrueza y su hermano. En 1080 fundan el barrio de La Berrueza en Espinosa de los Monteros (Burgos).